# Adam Ledwoń
Adam Ryszard Ledwoń (* 15. Januar 1974 in Olesno, Polen; † 11. Juni 2008 in Klagenfurt, Kärnten, Österreich) war ein Fußballspieler mit polnischer und deutscher Staatsangehörigkeit.

## Leben und Karriere
Ledwoń begann seine Karriere bei Małapanew Ozimek in Polen. Anschließend wechselte er zu Odra Opole. Erstmals in der ersten Liga spielte er bei GKS Katowice. Nach guten Leistungen dort wechselte er zu Bayer 04 Leverkusen in die deutsche Fußball-Bundesliga, konnte jedoch nicht durchsetzen und wurde 1999 gemeinsam mit Mehdi Pashazadeh an den Zweitligisten Fortuna Köln abgegeben. Von hier aus wechselte er 2000 zum ersten Mal nach Österreich zum FK Austria Wien. Im August 2002 kam er zu Admira Wacker, ab 2005 spielte er beim SK Sturm Graz. Aufsehen erregte ein Vorfall im Jahr 2005, als Ledwoń gegenüber polnischen Boulevardmedien behauptete, Dietmar Kühbauer habe ihn vor dem WM-Qualifikationsspiel Österreich gegen Polen wegen seiner Nationalität beleidigt. Kühbauer bestritt dies stets. Zur Saison 2007/08 wechselte Ledwoń nach Kärnten zu SK Austria Kärnten.
Am 11. Juni 2008 wurde Ledwoń in seiner Wohnung in Klagenfurt von seinem Vereinskollegen Patrick Wolf erhängt aufgefunden.
2014 wurde bekannt, dass Ledwońs Name im Zusammenhang mit einem Fußball-Manipulationsskandal genannt wurde. Ledwoń soll 2008 dem damaligen Kapitän der SV Ried, Oliver Glasner, ein Geldangebot im Falle einer absichtlichen Niederlage von Ried gegen Austria Kärnten gemacht haben. Das Verfahren wurde eingestellt, da Ledwoń posthum nicht mehr gerichtlich verfolgt werden kann.

## Erfolge
- 1993: Polnischer Pokalsieger mit GKS Katowice
- 2003: Österreichischer Meister mit Austria Wien